# Challenger de Montevideo 2024
El torneo Uruguay Open 2024 fue un torneo de tenis perteneció al ATP Challenger Tour 2024 en la categoría Challenger 100. Se trató de la 19ª edición; el torneo tuvo lugar en la ciudad de Montevideo (Uruguay), desde el 11 hasta el 17 de noviembre de 2024 sobre pista de tierra batida al aire libre.

## Jugadores participantes del cuadro de individuales
| Preclasificado | País                 | Jugador                 | Rank1 | Posición en el torneo |
| 1              | Bandera de Argentina | Francisco Comesaña      | 99    | Primera ronda, retiro |
| 2              | Bandera de Brasil    | Thiago Monteiro         | 100   | Cuartos de final      |
| 3              | Bandera de Argentina | Federico Coria          | 103   | Semifinales           |
| 4              | Bandera de Argentina | Camilo Ugo Carabelli    | 106   | Semifinales           |
| 5              | Bandera de Bolivia   | Hugo Dellien            | 125   | FINAL                 |
| 6              | Bandera de Argentina | Román Andrés Burruchaga | 131   | Primera ronda         |
| 7              | Bandera de Argentina | Federico Agustín Gómez  | 135   | Primera ronda         |
| 8              | Bandera de Argentina | Juan Manuel Cerúndolo   | 143   | Primera ronda         |

- 1 Se ha tomado en cuenta el ranking del 4 de noviembre de 2024.

### Otros participantes
Los siguientes jugadores recibieron una invitación (wild card), por lo tanto ingresan directamente al cuadro principal (WC):
- Joaquín Aguilar Cardozo
- Franco Roncadelli
- Genaro Alberto Olivieri

Los siguientes jugadores ingresan al cuadro principal tras disputar el cuadro clasificatorio (Q):
- Mateus Alves
- Luciano Emanuel Ambrogi
- Gastão Elias
- Orlando Luz
- Lautaro Midón
- Gonzalo Villanueva

## Campeones

### Individual Masculino
- Tristan Boyer derrotó en la final a  Hugo Dellien por 6–2, 6–4

### Dobles Masculino
- Guido Andreozzi /  Orlando Luz derrotaron en la final a  Mariano Kestelboim /  Franco Roncadelli por 4–6, 6–3, [10–8]